# LandsAid
LandsAid ist der Name einer Hilfsorganisation, die seit 2006 für Menschen in Katastrophen- und Entwicklungsgebieten tätig ist. Sie ist als gemeinnütziger Verein mit Sitz in Kaufering organisiert und engagiert sich weltweit besonders in der medizinischen Erstversorgung bei Naturkatastrophen oder bewaffneten Konflikten.  Vorrangige Ziele sind, den Menschen sofort zu helfen und in der Region eine nachhaltige Zukunft zu gestalten. LandsAid gehört der Aktion Deutschland Hilft an.

## Hilfseinsätze und Projekte
LandsAid führte in den letzten 15 Jahren über 115 Hilfseinsätze und Projekte durch. Dabei wurde mit vielen anderen Organisationen in 22 Ländern intensiv kooperiert. Besonders wichtige Einsätze in den letzten Jahren:
- 2021: Erdbeben in Haiti, Flutkatastrophe in Deutschland, Hungersnot im Jemen, Flüchtlingshilfe in Griechenland und der Türkei
- 2020: Flutkatastrophe in Pakistan, Hilfe nach Explosion im Libanon, Hilfe nach Bürgerkrieg in Syrien, Corona-Bekämpfung in Uganda, Hilfe nach Flut und Zyklon in Simbabwe und Mosambik, Heuschreckenplage in Kenia
- 2019: Kampf gegen Ebola im Kongo-Gebiet, Erdbeben in Indonesien.